# Copadichromis cyanocephalus
Copadichromis cyanocephalus és una espècie de peix de la família dels cíclids i de l'ordre dels perciformes. És un endemisme del llac Malawi (Moçambic)